# Павлусевич Володимир

Володимир Павлусевич (13 березня 1887, Бібрка (в ін. джерелах 3 грудня ?) — 18 травня 1958) — український поет, прозаїк, драматург, актор.

## Біографія
Народився 3 березня 1887 р. у с. Бібрка тепер Борусівського р-ну (у Львівській обл. такого району немає) Львівської обл., працював професором гімназії в Коломиї та в Рогатині. Друкуватися почав на початку ХХ ст. Наприкінці Другої світової війни емігрував за кордон.
Перебував у Німеччині, потім переїхав до США, працював у школах українознавства. 
Помер 18 травня 1958 р. у США.

## Творчість
Автор:
- збірки віршів «З пісень кохання» (1921),
- п'єс «Американка» (1928), «Добродій людства» (1934)
- Павлусевич В. Розбишацька ватага. Комедійка на 3 дії. — Львів, 1939. — 40 с. та ін. творів.